# Tegenaria taprobanica
Tegenaria taprobanica là một loài nhện trong họ Agelenidae.
Loài này thuộc chi Tegenaria. Tegenaria taprobanica được Embrik Strand miêu tả năm 1907.